# Torre Matarí
La Torre Matarí és una obra de Matadepera (Vallès Occidental) protegida com a Bé Cultural d'Interès Local.

## Descripció
Torre de dues plantes, estructurada en tres cossos, un central que record una masia amb coberta a doble vessant, i dos cossos laterals afegits. A l'extrem nord-est s'hi ubica un petit mirador cobert pla amb barana de balustres ceràmiques. La façana principal plana i amb tractament arrebossat. De Composició simètrica, amb porta central amb llinda i dues finestres rectangulars laterals a la planta baixa, i tres geminades d'arc de mig punt a la segona. La torre és envoltada d'un notable i extens jardí. El porxo tancat de la façana de llevant presenta arcs de mig punt a les obertures o finestres. En aquest espai hi destaquen uns valuosos frescos d'en Ricard Marlet que expressen diferents al·legories. La torre és envoltada d'un notable i extens jardí.

## Història
És un dels exemples més notables d'edificació de regust rural del primer terç del segle XX a Matadepera, tendència de la qual hi trobem també la masoveria de can Duran o la torre G. Gessi. Responent a un cert interès per reivindicar el tradicionalisme en l'estil constructiu, recordant els perfils exteriors de les masies. Aquesta torre va ser de les primeres en la urbanització d'aquesta zona de can Prat, tocant la riera de les Arenes. El porxo lateral va ser reformat l'any 1945, quan el pintor Ricard Marlet va iniciar els frescos que acabà l'any 1947.